# Departamento de Robles
Departamento de Robles är en kommun i Argentina.   Den ligger i provinsen Santiago del Estero, i den norra delen av landet, 900 km nordväst om huvudstaden Buenos Aires. Antalet invånare är 44 415.
Trakten runt Departamento de Robles består i huvudsak av gräsmarker. Runt Departamento de Robles är det ganska glesbefolkat, med 34 invånare per kvadratkilometer.